# Harold Kelley
Pour les articles homonymes, voir Kelley.
Harold Kelley (1921-2003) est un psychologue social américain. Il est connu pour ses travaux sur l'attribution causale.